# Герхард фон Мальберг

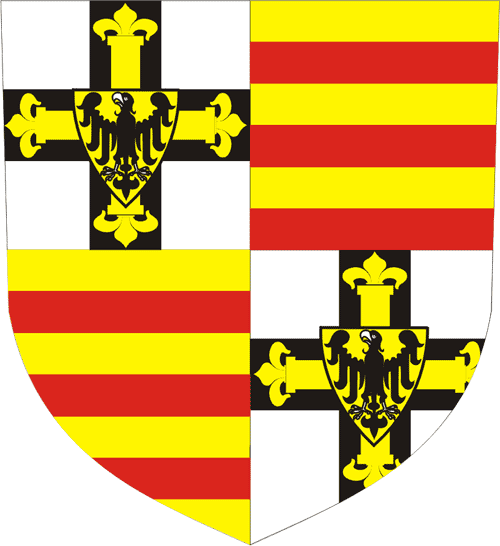
Герб Герхарда фон Мальберга

Герхард фон Мальберг (нем. Gerhard von Malberg; около 1200 — 26 ноября 1246) — 6-й Великий магистр Тевтонского ордена в 1240—1244 годах.
Происходил из одноимённого места в сегодняшнем районе земли Рейнланд-Пфальц Айфель-Битбург-Прюм. К Тевтонскому ордену присоединился вероятней всего в 1217 году в Акре. К этому времени некоторые из его родственников уже принадлежали к числу тамплиеров. 
В 1227 году Герхард становится комтуром одного из важнейших палестинских замков ордена — замка Торон. Позиции Герхарда в Палестине и родственные связи в ордене тамплиеров позволили ему находиться в оппозиции Великому Магистру Герману фон Зальца во время пребывания в свите Фридриха II Гогенштауфена, находившегося в 1228—1229 годах в Святой Земле. Основной причиной разногласий служило определение направление дальнейшего развития ордена. Герхард являлся одним из сильнейших представителей «палестинской фракции», которая отстаивала необходимость укрепления палестинского направления. В то время как Великий магистр отстаивал северо-восточное направление (в Пруссии). Но только со смертью Германа фон Зальца и его «наследника» по политическим взглядам Конрада Тюрингского Герхарду удалось занять пост Великого магистра. Однако уже через 4 года ему пришлось оставить этот пост из-за нарастающего недовольства ордена. После его отставки о нём известно мало упоминаний.